# Timorhealdia
Timorhealdia is een geslacht van uitgestorven kreeftachtigen uit de klasse van de Ostracoda (mosselkreeftjes).

## Soorten
- Timorhealdia nitidula (Richter, 1869) Bless, 1987 †
- Timorhealdia ratra (Gruendel, 1961) Bless, 1987 †
- Timorhealdia vandenboogaardi Bless, 1987 †